# Raskolnikow
Raskolnikow is een Duitse expressionistische film uit 1923 onder regie van Robert Wiene. Het scenario is gebaseerd op de roman Misdaad en straf (1866) van de Russische auteur Fjodor Dostojevski.

## Verhaal
De student Raskolnikov gelooft dat elke mens het recht heeft een misdaad te plegen als dat de misdaad ten goede komt. Hij vermoordt zelf een woekeraarster en haar zus. Hij wordt verdacht van de misdaad, maar al gauw geeft iemand anders zich aan als de dader van de moord.

## Rolverdeling
| Acteur               | Personage          |
| -------------------- | ------------------ |
| Gregori Chmara       | Rodion Raskolnikov |
| Elisabeta Skoelskaja | Zijn moeder        |
| Michail Tarchanov    | Marmeladov         |